# Skisprung-Weltcup 2011/12
Der Skisprung-Weltcup 2011/12 war die wichtigste vom Weltskiverband FIS ausgetragene Wettkampfserie im Skispringen. Zwischen dem 27. November 2011 und dem 18. März 2012 fanden Wettbewerbe in Europa und Asien statt, erstmals gab es auch Weltcup-Springen für die Damen.

## Herren

### Weltcup-Übersicht
| Datum                                                                        | Austragungsort           | Schanze                            | Bemerkung                | Sieger                                                                            | Zweiter                                                                        | Dritter                                                                                   |
| ---------------------------------------------------------------------------- | ------------------------ | ---------------------------------- | ------------------------ | --------------------------------------------------------------------------------- | ------------------------------------------------------------------------------ | ----------------------------------------------------------------------------------------- |
| 26.11.2011                                                                   | Kuusamo                  | Rukatunturi HS142                  | Team Nacht               | Wettkampf abgesagt (starker Wind)                                                 | Wettkampf abgesagt (starker Wind)                                              | Wettkampf abgesagt (starker Wind)                                                         |
| 27.11.2011                                                                   | Kuusamo                  | Rukatunturi HS142                  | Team 1                   | ÖsterreichWolfgang Loitzl Andreas Kofler Gregor Schlierenzauer Thomas Morgenstern | JapanJunshirō Kobayashi Shōhei Tochimoto Taku Takeuchi Daiki Itō               | RusslandDmitri Wassiljew Anton Kalinitschenko Roman Sergejewitsch Trofimow Denis Kornilow |
| 27.11.2011                                                                   | Kuusamo                  | Rukatunturi HS142                  |                          | Andreas Kofler                                                                    | Gregor Schlierenzauer                                                          | Thomas Morgenstern                                                                        |
| 3.12.2011                                                                    | Lillehammer              | Lysgårdsbakken HS100               | Nacht                    | Andreas Kofler                                                                    | Richard Freitag                                                                | Kamil Stoch                                                                               |
| 4.12.2011                                                                    | Lillehammer              | Lysgårdsbakken HS138               |                          | Andreas Kofler                                                                    | Severin Freund Anders Bardal                                                   | -                                                                                         |
| 9.12.2011                                                                    | Harrachov                | Čerťák-Großschanze HS142           | Nacht                    | Gregor Schlierenzauer                                                             | Daiki Itō                                                                      | Anders Bardal                                                                             |
| 10.12.2011                                                                   | Harrachov                | Čerťák-Großschanze HS142           | Team Nacht               | NorwegenTom Hilde Bjørn Einar Romøren Vegard Sklett Anders Bardal                 | ÖsterreichThomas Morgenstern David Zauner Andreas Kofler Gregor Schlierenzauer | SlowenienJernej Damjan Jure Šinkovec Peter Prevc Robert Kranjec                           |
| 11.12.2011                                                                   | Harrachov                | Čerťák-Großschanze HS142           |                          | Richard Freitag                                                                   | Thomas Morgenstern                                                             | Severin Freund                                                                            |
| 17.12.2011                                                                   | Engelberg                | Gross-Titlis-Schanze HS137         |                          | Anders Bardal                                                                     | Martin Koch                                                                    | Thomas Morgenstern                                                                        |
| 18.12.2011                                                                   | Engelberg                | Gross-Titlis-Schanze HS137         |                          | Andreas Kofler                                                                    | Kamil Stoch                                                                    | Anders Bardal                                                                             |
| 60. Vierschanzentournee                                                      |                          |                                    |                          |                                                                                   |                                                                                |                                                                                           |
| 30.12.2011                                                                   | Oberstdorf               | Schattenbergschanze HS137          | Nacht                    | Gregor Schlierenzauer                                                             | Andreas Kofler                                                                 | Thomas Morgenstern                                                                        |
| 1.1.2012                                                                     | Garmisch-Partenkirchen   | Große Olympiaschanze HS140         |                          | Gregor Schlierenzauer                                                             | Andreas Kofler                                                                 | Daiki Itō                                                                                 |
| 4.1.2012                                                                     | Innsbruck                | Bergiselschanze HS130              |                          | Andreas Kofler                                                                    | Gregor Schlierenzauer                                                          | Taku Takeuchi                                                                             |
| 6.1.2012                                                                     | Bischofshofen            | Paul-Außerleitner-Schanze HS140    | Nacht 2                  | Thomas Morgenstern                                                                | Anders Bardal                                                                  | Gregor Schlierenzauer                                                                     |
| Tournee-Gesamtwertung:                                                       | Tournee-Gesamtwertung:   | Tournee-Gesamtwertung:             | Tournee-Gesamtwertung:   | Gregor Schlierenzauer                                                             | Thomas Morgenstern                                                             | Andreas Kofler                                                                            |
| 14.1.2012                                                                    | Bad Mitterndorf/Tauplitz | Kulm HS200                         | Skifliegen               | Wettkampf abgesagt (starker Wind und Schneeschauer)                               | Wettkampf abgesagt (starker Wind und Schneeschauer)                            | Wettkampf abgesagt (starker Wind und Schneeschauer)                                       |
| 15.1.2012                                                                    | Bad Mitterndorf/Tauplitz | Kulm HS200                         | Skifliegen 3             | Robert Kranjec                                                                    | Thomas Morgenstern                                                             | Anders Bardal                                                                             |
| 15.1.2012                                                                    | Bad Mitterndorf/Tauplitz | Kulm HS200                         | Skifliegen               | Anders Bardal                                                                     | Daiki Itō                                                                      | Kamil Stoch                                                                               |
| 20.1.2012                                                                    | Zakopane                 | Wielka Krokiew HS134               | Nacht                    | Kamil Stoch                                                                       | Richard Freitag                                                                | Andreas Kofler                                                                            |
| 21.1.2012                                                                    | Zakopane                 | Wielka Krokiew HS134               | Nacht                    | Gregor Schlierenzauer                                                             | Richard Freitag                                                                | Anders Bardal                                                                             |
| 28.1.2012                                                                    | Sapporo                  | Ōkurayama-Schanze HS134            | Nacht                    | Daiki Itō                                                                         | Anders Bardal                                                                  | Kamil Stoch                                                                               |
| 29.1.2012                                                                    | Sapporo                  | Ōkurayama-Schanze HS134            |                          | Daiki Itō                                                                         | Kamil Stoch                                                                    | Andreas Kofler                                                                            |
| 4.2.2012                                                                     | Val di Fiemme            | Trampolino dal Ben HS134           | Nacht                    | Gregor Schlierenzauer                                                             | Severin Freund                                                                 | Thomas Morgenstern                                                                        |
| 5.2.2012                                                                     | Val di Fiemme            | Trampolino dal Ben HS134           | Nacht                    | Kamil Stoch                                                                       | Gregor Schlierenzauer                                                          | Anders Bardal                                                                             |
| 4. FIS-Team-Tour 2012                                                        |                          |                                    |                          |                                                                                   |                                                                                |                                                                                           |
| 11.2.2012                                                                    | Willingen                | Mühlenkopfschanze HS145            | Team Nacht               | NorwegenAnders Fannemel Rune Velta Vegard Sklett Anders Bardal                    | ÖsterreichMartin Koch Andreas Kofler Thomas Morgenstern Gregor Schlierenzauer  | DeutschlandMaximilian Mechler Andreas Wank Severin Freund Richard Freitag                 |
| 12.2.2012                                                                    | Willingen                | Mühlenkopfschanze HS145            |                          | Anders Bardal                                                                     | Roman Koudelka                                                                 | Daiki Itō                                                                                 |
| 15.2.2012                                                                    | Klingenthal              | Vogtland Arena HS140               |                          | Wettkampf abgesagt (starker Wind)                                                 | Wettkampf abgesagt (starker Wind)                                              | Wettkampf abgesagt (starker Wind)                                                         |
| 18.2.2012                                                                    | Oberstdorf               | Heini-Klopfer-Skiflugschanze HS213 | Skifliegen Nacht         | Martin Koch                                                                       | Daiki Itō                                                                      | Simon Ammann                                                                              |
| 19.2.2012                                                                    | Oberstdorf               | Heini-Klopfer-Skiflugschanze HS213 | Skifliegen Team 4        | SlowenienJurij Tepeš Jure Šinkovec Peter Prevc Robert Kranjec                     | ÖsterreichThomas Morgenstern Martin Koch Andreas Kofler Gregor Schlierenzauer  | NorwegenAnders Fannemel Rune Velta Tom Hilde Anders Bardal                                |
| Team-Tour-Gesamtwertung:                                                     | Team-Tour-Gesamtwertung: | Team-Tour-Gesamtwertung:           | Team-Tour-Gesamtwertung: | Österreich                                                                        | Norwegen                                                                       | Slowenien                                                                                 |
| 24. Februar bis 26. Februar 2012 Skiflug-Weltmeisterschaft 2012 in Vikersund |                          |                                    |                          |                                                                                   |                                                                                |                                                                                           |
| 3.3.2012                                                                     | Lahti                    | Salpausselkä-Schanze HS130         | Team Nacht               | Wettkampf abgesagt (starker Wind)                                                 | Wettkampf abgesagt (starker Wind)                                              | Wettkampf abgesagt (starker Wind)                                                         |
| 3.3.2012                                                                     | Lahti                    | Salpausselkä-Schanze HS97          | Team Nacht 5             | ÖsterreichThomas Morgenstern Gregor Schlierenzauer Martin Koch Andreas Kofler     | DeutschlandAndreas Wank Maximilian Mechler Severin Freund Richard Freitag      | PolenMaciej Kot Klemens Murańka Aleksander Zniszczoł Kamil Stoch                          |
| 4.3.2012                                                                     | Lahti                    | Salpausselkä-Schanze HS130         |                          | Wettkampf abgesagt (starker Wind)                                                 | Wettkampf abgesagt (starker Wind)                                              | Wettkampf abgesagt (starker Wind)                                                         |
| 4.3.2012                                                                     | Lahti                    | Salpausselkä-Schanze HS97          | 5                        | Daiki Itō                                                                         | Anders Bardal                                                                  | Lukáš Hlava                                                                               |
| 8.3.2012                                                                     | Trondheim                | Granåsen HS140                     | Nacht                    | Daiki Itō                                                                         | Richard Freitag                                                                | Simon Ammann                                                                              |
| 11.3.2012                                                                    | Oslo                     | Holmenkollbakken HS134             |                          | Martin Koch                                                                       | Severin Freund                                                                 | Robert Kranjec                                                                            |
| 16.3.2012                                                                    | Planica                  | Letalnica bratov Gorišek HS215     | Skifliegen               | Robert Kranjec                                                                    | Simon Ammann                                                                   | Martin Koch                                                                               |
| 17.3.2012                                                                    | Planica                  | Letalnica bratov Gorišek HS215     | Skifliegen Team          | ÖsterreichThomas Morgenstern Andreas Kofler Gregor Schlierenzauer Martin Koch     | NorwegenRune Velta Anders Fannemel Bjørn Einar Romøren Anders Bardal           | DeutschlandMaximilian Mechler Severin Freund Andreas Wank Richard Freitag                 |
| 18.3.2012                                                                    | Planica                  | Letalnica bratov Gorišek HS215     | Skifliegen 6             | Martin Koch                                                                       | Simon Ammann                                                                   | Robert Kranjec                                                                            |

### Wertungen
| Rang | Name                  | Punkte |
| ---- | --------------------- | ------ |
| 01.  | Anders Bardal         | 1325   |
| 02.  | Gregor Schlierenzauer | 1267   |
| 03.  | Andreas Kofler        | 1203   |
| 04.  | Daiki Itō             | 1131   |
| 05.  | Kamil Stoch           | 1078   |
| 06.  | Richard Freitag       | 1031   |
| 07.  | Thomas Morgenstern    | 1014   |
| 08.  | Severin Freund        | 0857   |
| 09.  | Robert Kranjec        | 0829   |
| 10.  | Roman Koudelka        | 0796   |
| 11.  | Simon Ammann          | 0731   |
| 12.  | Martin Koch           | 0690   |
| 13.  | Taku Takeuchi         | 0429   |
| 14.  | Lukáš Hlava           | 0404   |
| 15.  | Peter Prevc           | 0400   |
| 16.  | Vegard Sklett         | 0343   |
| 17.  | Rune Velta            | 0311   |
| 18.  | Anssi Koivuranta      | 0283   |
| 19.  | Piotr Żyła            | 0267   |
| 20.  | Denis Kornilow        | 0251   |
| 21.  | Michael Neumayer      | 0236   |
| 22.  | Andreas Wank          | 0227   |
| 23.  | David Zauner          | 0216   |
| 24.  | Jurij Tepeš           | 0204   |

| Rang | Name                 | Punkte |
| ---- | -------------------- | ------ |
| 25.  | Anders Fannemel      | 0185   |
|      | Jakub Janda          | 0185   |
| 27.  | Maximilian Mechler   | 0180   |
| 28.  | Jure Šinkovec        | 0163   |
| 29.  | Tom Hilde            | 0158   |
| 30.  | Wolfgang Loitzl      | 0154   |
| 31.  | Janne Happonen       | 0152   |
| 32.  | Bjørn Einar Romøren  | 0151   |
| 33.  | Jernej Damjan        | 0149   |
| 34.  | Sebastian Colloredo  | 0141   |
| 35.  | Maciej Kot           | 0108   |
| 36.  | Stephan Hocke        | 0107   |
| 37.  | Andreas Stjernen     | 0092   |
| 38.  | Andrea Morassi       | 0090   |
| 39.  | Dmitri Wassiljew     | 0084   |
| 40.  | Johan Remen Evensen  | 0072   |
| 41.  | Manuel Fettner       | 0071   |
| 42.  | Michael Hayböck      | 0070   |
| 43.  | Kenneth Gangnes      | 0068   |
| 44.  | Jaka Hvala           | 0066   |
| 45.  | Atle Pedersen Rønsen | 0061   |
|      | Wladimir Sografski   | 0061   |
| 47.  | Aleksander Zniszczoł | 0060   |
| 48.  | Yūta Watase          | 0058   |

| Rang | Name                     | Punkte |
| ---- | ------------------------ | ------ |
| 49.  | Matti Hautamäki          | 0051   |
| 50.  | Krzysztof Miętus         | 0049   |
| 51.  | Noriaki Kasai            | 0045   |
| 52.  | Junshirō Kobayashi       | 0040   |
|      | Jan Matura               | 0040   |
| 54.  | Vincent Descombes Sevoie | 0039   |
| 55.  | Dejan Judež              | 0034   |
| 56.  | Klemens Murańka          | 0026   |
| 57.  | Shōhei Tochimoto         | 0023   |
| 58.  | Marco Grigoli            | 0022   |
| 59.  | Olli Muotka              | 0021   |
| 60.  | Anton Kalinitschenko     | 0020   |
| 61.  | Nejc Dežman              | 0017   |
| 62.  | Johan Martin Brandt      | 0014   |
| 63.  | Dmitri Ipatow            | 0013   |
| 64.  | Nicolas Mayer            | 0011   |
| 65.  | Martin Schmitt           | 0008   |
| 66.  | Emmanuel Chedal          | 0007   |
| 67.  | Felix Schoft             | 0006   |
| 68.  | MacKenzie Boyd-Clowes    | 0005   |
| 69.  | Sami Niemi               | 0004   |
| 70.  | Martin Cikl              | 0003   |
| 71.  | Markus Eisenbichler      | 0001   |
|      | Fumihisa Yumoto          | 0001   |

| Rang | Name                  | Punkte |
| ---- | --------------------- | ------ |
| 01.  | Robert Kranjec        | 355    |
| 02.  | Martin Koch           | 302    |
| 03.  | Simon Ammann          | 278    |
| 04.  | Daiki Itō             | 275    |
| 05.  | Anders Bardal         | 212    |
| 06.  | Kamil Stoch           | 193    |
| 07.  | Thomas Morgenstern    | 178    |
| 08.  | Gregor Schlierenzauer | 168    |
| 09.  | Severin Freund        | 153    |
| 10.  | Roman Koudelka        | 124    |
| 11.  | Richard Freitag       | 116    |
| 12.  | Andreas Kofler        | 111    |
| 13.  | Taku Takeuchi         | 083    |
| 14.  | Rune Velta            | 073    |

| Rang | Land        | Punkte |
| ---- | ----------- | ------ |
| 01.  | Österreich  | 6935   |
| 02.  | Norwegen    | 4530   |
| 03.  | Deutschland | 4353   |
| 04.  | Slowenien   | 3412   |
| 05.  | Japan       | 2827   |
| 06.  | Polen       | 2638   |
| 07.  | Tschechien  | 2178   |
| 08.  | Russland    | 0918   |
| 09.  | Schweiz     | 0753   |
| 10.  | Finnland    | 0611   |
| 11.  | Italien     | 0231   |
| 12.  | Bulgarien   | 0061   |
| 13.  | Frankreich  | 0057   |
| 14.  | Kanada      | 0005   |

### Teilnehmende Nationen

#### Bulgarien
Die bulgarische Mannschaft bestand aus neun Springern in drei Kadern.
| Name               |
| ------------------ |
| Wladimir Sografski |

| Name           |
| -------------- |
| Dejan Funtarow |
| Daniel Simow   |

| Name                     |
| ------------------------ |
| Kalojan Christow         |
| Wiktor Christow          |
| Ewelin Mitew             |
| Marian Nikolow           |
| Krassimir Simittschijski |
| Martin Sografski         |

| Name               | Funktion      |
| ------------------ | ------------- |
| Joachim Winterlich | Cheftrainer   |
| Zdravko Zdravkov   | Sportdirektor |
| Emil Sografski     | Trainer       |
| Kerst Rölz         | Service       |

| Name               | Funktion |
| ------------------ | -------- |
| Nikola Chalenbakow | Trainer  |
| Metodi Sawtschow   | Trainer  |

#### Deutschland
Die deutsche Mannschaft setzte sich aus 45 Springern, unterteilt in vier Kadern, zusammen. Zusätzlich gab es noch eine Fördergruppe, die aus Tobias Bogner, Kevin Horlacher, Julian Musiol und Jan Mayländer bestand.
| Name             | Kader |
| ---------------- | ----- |
| Severin Freund   | A     |
| Michael Neumayer | A     |
| Martin Schmitt   | A     |
| Pascal Bodmer    | B     |
| Richard Freitag  | B     |
| Felix Schoft     | B     |

| Name                | Kader |
| ------------------- | ----- |
| Felix Brodauf       | B     |
| Markus Eisenbichler | B     |
| Stephan Hocke       | B     |
| Florian Horst       | B     |
| Marinus Kraus       | B     |
| Maximilian Mechler  | B     |
| Danny Queck         | B     |
| Andreas Wank        | B     |
| Daniel Wenig        | B     |
| David Winkler       | B     |

| Name             | Kader |
| ---------------- | ----- |
| Daniel Althaus   | C     |
| Michael Dreher   | C     |
| Marc Ganserer    | C     |
| Michael Herrmann | C     |
| Stephan Leyhe    | C     |
| Tobias Lugert    | C     |
| Dominik Maier    | C     |
| Niklas Wangler   | C     |

| Name                   | Kader |
| ---------------------- | ----- |
| Martin Baumunk         | D/C   |
| Sebastian Bradatsch    | D/C   |
| Thomas Dufter          | D/C   |
| Tim Fuchs              | D/C   |
| Julian Hahn            | D/C   |
| Martin Hammann         | D/C   |
| Tim Heinrich           | D/C   |
| Henrik Heinz           | D/C   |
| Felix Hermann          | D/C   |
| Felix Hoffmann         | D/C   |
| Oliver Kamienski       | D/C   |
| Dominik Mayländer      | D/C   |
| Christoph Müller       | D/C   |
| Franz Röder            | D/C   |
| Dominik Schaubschläger | D/C   |
| Johannes Schubert      | D/C   |
| David Siegel           | D/C   |
| Lukas Wagner           | D/C   |
| Frank Weiß             | D/C   |
| Nils Wilfert           | D/C   |
| Dominik Wölfle         | D/C   |

| Name                | Funktion                    |
| ------------------- | --------------------------- |
| Horst Hüttel        | Sportlicher Leiter          |
| Werner Schuster     | Bundestrainer (Cheftrainer) |
| Rolf Schilli        | Cheftrainer Nachwuchs       |
| Yvonne Arlt         | Sachbearbeiterin            |
| Dr. Mark Dorfmüller | Leitender Mannschaftsarzt   |
| Roland Audenrieth   | Chef-Techniker              |
| Christian Winkler   | Trainer                     |
| Stefan Horngacher   | Trainer                     |
| Carolin Otterbein   | Physiotherapeutin           |
| Sören Müller        | Wissenschaftler             |
| Sascha Kreibich     | Wissenschaftler             |

| Name            | Funktion               |
| --------------- | ---------------------- |
| Ronny Hornschuh | Ltd.-Disziplin-Trainer |
| Tino Haase      | Trainer                |
| Peter Wucher    | Trainer                |

| Name             | Funktion               |
| ---------------- | ---------------------- |
| Bernhard Metzler | Ltd.-Disziplin-Trainer |
| Michael Uhrmann  | Trainer                |

| Name             | Funktion               |
| ---------------- | ---------------------- |
| Christoph Klumpp | Ltd.-Disziplin-Trainer |

#### Estland
Das estnische Team bestand aus zehn Springern in zwei Kadern.
| Name                  |
| --------------------- |
| Martti Nõmme          |
| Kaarel Nurmsalu       |
| Illimar Pärn          |
| Siim-Tanel Sammelselg |

| Name          |
| ------------- |
| Raiko Heide   |
| Robin Kütt    |
| Rauno Loit    |
| Karl Mustjõgi |
| Marken Nupp   |
| Mihkel Oja    |

| Trainer |             |
| --- | ----------- |
| \| Name \| Funktion \| \| ------------- \| ----------- \| \| Tambet Pikkor \| Cheftrainer \| \| Olev Roots \| Co-Trainer \| \| Andrus Ilves \| Co-Trainer \| \| Liis Vasemägi \| Masseurin \| |             |
| Name | Funktion    |
| Tambet Pikkor | Cheftrainer |
| Olev Roots | Co-Trainer  |
| Andrus Ilves | Co-Trainer  |
| Liis Vasemägi | Masseurin   |

#### Finnland
Das finnische Team bestand aus 23 Springern in drei Kadern.
| Name             |
| ---------------- |
| Janne Happonen   |
| Matti Hautamäki  |
| Kalle Keituri    |
| Anssi Koivuranta |
| Ville Larinto    |
| Jarkko Määttä    |
| Olli Muotka      |
| Sami Niemi       |

| Name             |
| ---------------- |
| Juuso Heikkinen  |
| Sebastian Klinga |
| Antti Määttä     |
| Juho Ojala       |
| Sami Saapunki    |
| Miika Ylipulli   |

| Name             |
| ---------------- |
| Andreas Alamommo |
| Jakko Hautamäki  |
| Eemeli Tainio    |
| Niko Kytösaho    |
| Aapo Lehtinen    |
| Wili Loukasmäki  |
| Eetu Nousiainen  |
| Joonas Parpala   |
| Elias Vänskä     |

| Name              | Funktion          |
| ----------------- | ----------------- |
| Pekka Niemelä     | Cheftrainer       |
| Ville Kantee      | Trainer Techniker |
| Ari-Pekka Nikkola | Trainer           |
| Janne Frisk       | Skiwart           |

| Name            | Funktion |
| --------------- | -------- |
| Tuomas Virtanan | Trainer  |
| Jukka Ylipulli  | Trainer  |

| Name            | Funktion |
| --------------- | -------- |
| Lauri Hakola    | Trainer  |
| Tuomas Virtanen | Trainer  |

#### Frankreich
Das französische Team bestand aus acht Springern in zwei Trainingsgruppen.
| Name                     | Kader |
| ------------------------ | ----- |
| Emmanuel Chedal          | A     |
| Vincent Descombes Sevoie | A     |
| Alexandre Mabboux        | B     |
| Nicolas Mayer            | B     |
| David Viry               | B     |

| Name                | Kader    |
| ------------------- | -------- |
| Ronan Lamy Chappuis | Junioren |
| Nicolas Gonthier    | Junioren |
| Benjamin Raffort    | Junioren |

| Name               | Funktion                |
| ------------------ | ----------------------- |
| Nicolas Michaud    | Sportdirektor           |
| Pierre Mignerey    | Sportdirektor           |
| Matjaž Zupan       | Cheftrainer             |
| Frederic Zoz       | Co-Trainer              |
| Joona Saastamoinen | Techniker               |
| Thomas Lacroix     | Mannschaftsarzt         |
| Johann Gauthier    | Strukturveratwortlicher |
| Maxime Remy        | Physiotherapeut         |

| Name           | Funktion   |
| -------------- | ---------- |
| Nicolas Dessum | Trainer    |
| Gérard Colin   | Co-Trainer |

#### Italien
Das italienische Team bestand aus elf Springern in drei Trainingsgruppen.
| Name                | Kader |
| ------------------- | ----- |
| Davide Bresadola    | A     |
| Sebastian Colloredo | A     |
| Diego Dellasega     | A     |
| Roberto Dellasega   | A     |
| Andrea Morassi      | A     |

| Name               | Kader      |
| ------------------ | ---------- |
| Alessio De Crignis | A-Kandidat |
| Michael Lunardi    | A-Kandidat |
| Federico Cecon     | B          |
| Zeno Di Lenardo    | C          |

| Name             |
| ---------------- |
| Giacomo Marcocig |
| Thomas Tagliaro  |

| Name                | Funktion               |
| ------------------- | ---------------------- |
| Jakub Jiroutek      | Cheftrainer            |
| Roberto Cecon       | Co-Trainer             |
| Ivo Pertile         | Sportdirektor          |
| Cristina Bellante   | Jugendverantwortlicher |
| Renzo Pozzo         | Athletiktrainer        |
| Giuseppe di Lenardo | Physiotherapeut        |
| Daniel Cuban        | Masseur                |

| Name          | Funktion |
| ------------- | -------- |
| Walter Cogoli | Trainer  |

| Name             | Funktion |
| ---------------- | -------- |
| Arrigo Della Mea | Trainer  |

#### Japan
Das japanische Team bestand aus 33 Springern in zwei Kadern.
| Name               | Kader |
| ------------------ | ----- |
| Daiki Itō          | A     |
| Kazuyoshi Funaki   | B     |
| Kenshirō Itō       | B     |
| Noriaki Kasai      | B     |
| Junshirō Kobayashi | B     |
| Kento Sakuyama     | B     |
| Yūhei Sasaki       | B     |
| Tarō Takayanagi    | B     |
| Taku Takeuchi      | B     |
| Shōhei Tochimoto   | B     |
| Hiroki Watanabe    | B     |
| Yūta Watase        | B     |
| Hiroki Yamada      | B     |
| Kazuya Yoshioka    | B     |
| Fumihisa Yumoto    | B     |
| Shūji Endō         | C     |
| Yūmu Harada        | C     |
| Akira Higashi      | C     |
| Shōtarō Hosoda     | C     |
| Shūsaku Hosoyama   | C     |
| Tsuyoshi Ichinohe  | C     |
| Takanobu Okabe     | C     |
| Shō Suzuki         | C     |
| Shōta Tanaka       | C     |
| Keita Umezaki      | C     |
| Kenta Yamamoto     | C     |

| Name            | Kader      |
| --------------- | ---------- |
| Yukiya Satō     | A-Junioren |
| Kenta Takehana  | A-Junioren |
| Kanta Takanashi | A-Junioren |
| Masaki Satō     | B-Junioren |
| Yu Segawa       | B-Junioren |
| Reruhi Shimizu  | B-Junioren |
| Tomoya Watanabe | B-Junioren |

#### Norwegen
Das norwegische Team bestand aus 14 Springern in zwei Kadern.
| Name                  |
| --------------------- |
| Anders Bardal         |
| Johan Remen Evensen   |
| Tom Hilde             |
| Ole Marius Ingvaldsen |
| Bjørn Einar Romøren   |
| Andreas Stjernen      |
| Rune Velta            |

| Name                     |
| ------------------------ |
| Johan Martin Brandt      |
| Anders Fannemel          |
| Kenneth Gangnes          |
| Robert Johansson         |
| Atle Pedersen Rønsen     |
| Vegard Haukø Sklett      |
| Kim René Elverum Sorsell |

| Name             | Funktion        |
| ---------------- | --------------- |
| Alexander Stöckl | Cheftrainer     |
| Magnus Brevig    | Co-Trainer      |
| Janne Karppinnen | Physiotherapeut |
| Thomas Hörl      | Servicemann     |

| Name           | Funktion   |
| -------------- | ---------- |
| Håvard Lie     | Trainer    |
| Jermund Lunder | Co-Trainer |

#### Österreich
Das österreichische Team bestand aus 29 Springern, die in vier Kader aufgeteilt waren.
| Name                  |
| --------------------- |
| Manuel Fettner        |
| Martin Koch           |
| Andreas Kofler        |
| Wolfgang Loitzl       |
| Thomas Morgenstern    |
| Gregor Schlierenzauer |
| Stefan Thurnbichler   |
| David Zauner          |

| Name            |
| --------------- |
| Michael Hayböck |
| Mario Innauer   |
| Andreas Strolz  |

| Name                |
| ------------------- |
| Thomas Diethart     |
| Daniel Huber        |
| Stefan Kraft        |
| Thomas Lackner      |
| Lukas Müller        |
| Manuel Poppinger    |
| Markus Schiffner    |
| Thomas Thurnbichler |
| David Unterberger   |

| Name                |
| ------------------- |
| Clemens Aigner      |
| Florian Altenburger |
| Kevin Göschl        |
| Florian Gugg        |
| Björn Koch          |
| Johannes Obermayr   |
| Christian Reiter    |
| Christoph Stauder   |
| Ulrich Wohlgenannt  |

#### Polen
Das polnische Team bestand aus 14 Springern in zwei Kadern. In keinem Kader waren Marcin Bachleda und Rafał Śliż, sie bekamen jedoch die volle Unterstützung vom Verband.
| Name          |
| ------------- |
| Tomasz Byrt   |
| Stefan Hula   |
| Maciej Kot    |
| Dawid Kubacki |
| Kamil Stoch   |
| Piotr Żyła    |

| Name                 |
| -------------------- |
| Bartłomiej Kłusek    |
| Jakub Kot            |
| Grzegorz Miętus      |
| Krzysztof Miętus     |
| Klemens Murańka      |
| Andrzej Zapotoczny   |
| Jan Ziobro           |
| Aleksander Zniszczoł |

| Name                 | Funktion        |
| -------------------- | --------------- |
| Łukasz Kruczek       | Cheftrainer     |
| Piotr Fijas          | Co-Trainer      |
| Zbigniew Klimowski   | Co-Trainer      |
| Grzegorz Sobczyk     | Co-Trainer      |
| Łukasz Gębala        | Physiotherapeut |
| Piotr Krężałek       | Biomechaniker   |
| Kamil Wódka          | Psychologe      |
| Aleksander Winiarski | Mannschaftsarzt |

| Name                 | Funktion                |
| -------------------- | ----------------------- |
| Robert Mateja        | Trainer                 |
| Maciej Maciusiak     | Co-Trainer              |
| Wojciech Topór       | Co-Trainer              |
| Adam Celej           | unterstützender Trainer |
| Michał Obtułowicz    | Physiotherapeut         |
| Aleksander Winiarski | Mannschaftsarzt         |

#### Russland
Das russische Team bestand aus elf Springern.
| \| Name \| \| ----------------------- \| \| Dmitri Ipatow \| \| Anton Kalinitschenko \| \| Denis Kornilow \| \| Stanislaw Oschtschepkow \| \| Ilja Rosljakow \| \| Alexander Sardyko \| \| Roman Trofimow \| \| Georgi Tscherwjakow \| \| Dmitri Wassiljew \| |
| Name |
| Dmitri Ipatow |
| Anton Kalinitschenko |
| Denis Kornilow |
| Stanislaw Oschtschepkow |
| Ilja Rosljakow |
| Alexander Sardyko |
| Roman Trofimow |
| Georgi Tscherwjakow |
| Dmitri Wassiljew |

| \| Name \| Funktion \| \| ----------------- \| ----------- \| \| Alexander Arefjew \| Cheftrainer \| \| Richard Schallert \| Co-Trainer \| |             |
| Name | Funktion    |
| Alexander Arefjew | Cheftrainer |
| Richard Schallert | Co-Trainer  |

#### Schweiz
Das Schweizer Team bestand aus acht Springern, die in drei Trainingsgruppen aufgeteilt waren.
| Name          | Kader              |
| ------------- | ------------------ |
| Simon Ammann  | Nationalmannschaft |
| Marco Grigoli | A                  |

| Name               | Kader |
| ------------------ | ----- |
| Gregor Deschwanden | B     |
| Pascal Egloff      | B     |
| Adrian Schuler     | B     |

| Name          | Kader |
| ------------- | ----- |
| Olivier Anken | C     |
| Vital Anken   | C     |
| Pascal Kälin  | C     |

| Name                | Funktion                    |
| ------------------- | --------------------------- |
| Berni Schödler      | Disziplinenchef             |
| Martin Künzle       | Cheftrainer                 |
| Fabian Ammann       | Co-Trainer Servicemann      |
| Walter O. Frey      | Arzt                        |
| Margrit Altmann     | Physiotherapeutin Masseurin |
| Sara Heldstab       | Physiotherapeutin Masseurin |
| Hanspeter Gubelmann | Psychologe                  |

| Name          | Funktion |
| ------------- | -------- |
| Pipo Schödler | Trainer  |

| Name         | Funktion |
| ------------ | -------- |
| Roger Kamber | Trainer  |

#### Schweden
Das schwedische Team bestand aus zehn Springern in zwei Kadern.
| Name                   | Kader |
| ---------------------- | ----- |
| Fredrik Balkåsen       | A     |
| Josef Immanuel Larsson | A     |
| Alexander Mitz         | A     |
| Carl Nordin            | A     |

| Name               |
| ------------------ |
| Andreas Danielsson |
| Simon Eklund       |
| Erik Gundersson    |
| Jacob Hallin       |
| Benjamin Larsson   |
| Olaf Lundgren      |

| \| Name \| Funktion \| \| ------------------- \| -------------------------------------------------------------- \| \| Gunilla Back \| Leiterin der Skisprung-Abteilung des Schwedischen Skiverbandes \| \| Kjetil Strandbraten \| Cheftrainer \| \| Anders Daun \| Co-Trainer \| \| Kim Arild Tandberg \| Service \| |                                                                |
| Name | Funktion                                                       |
| Gunilla Back | Leiterin der Skisprung-Abteilung des Schwedischen Skiverbandes |
| Kjetil Strandbraten | Cheftrainer                                                    |
| Anders Daun | Co-Trainer                                                     |
| Kim Arild Tandberg | Service                                                        |

#### Slowakei
Das slowakische Team bestand aus zwei Springern.
| \| Name \| \| ------------ \| \| Patrik Lichý \| \| Tomáš Zmoray \| |
| Name                                                                |
| Patrik Lichý                                                        |
| Tomáš Zmoray                                                        |

| \| Name \| Funktion \| \| ------------------- \| ----------- \| \| Ján Tánczos \| Cheftrainer \| \| Peter Schlank \| Co-Trainer \| \| Michal Pendziviater \| Service \| |             |
| Name | Funktion    |
| Ján Tánczos | Cheftrainer |
| Peter Schlank | Co-Trainer  |
| Michal Pendziviater | Service     |

#### Slowenien
Das slowenische Team bestand aus 27 Springern, die in drei Kader aufgeteilt waren.
| Name           |
| -------------- |
| Jernej Damjan  |
| Dejan Judež    |
| Robert Kranjec |
| Mitja Mežnar   |
| Primož Pikl    |
| Peter Prevc    |
| Jure Šinkovec  |
| Jurij Tepeš    |
| Rok Zima       |

| Name                      |
| ------------------------- |
| Matej Dobovšek            |
| Robert Hrgota             |
| Matic Kramaršič           |
| Tomaž Naglič              |
| Matjaž Pungertar          |
| Rok Urbanc                |
| Žiga Mandl (Kandidat)     |
| Andraž Pograjc (Kandidat) |

| Name                    |
| ----------------------- |
| Matic Benedik           |
| Nejc Dežman             |
| Jaka Hvala              |
| Rok Justin              |
| Anže Lanišek            |
| Cene Prevc              |
| Ernest Prišlič          |
| Urban Sušnik            |
| Jaka Kosec (Kandidat)   |
| Anže Semenič (Kandidat) |

| Name         | Funktion              |
| ------------ | --------------------- |
| Ljubo Jasnič | Präsident             |
| Drago Bahun  | Vorstandsvorsitzender |
| Mitja Letnar | Technischer Direktor  |
| Goran Janus  | Cheftrainer           |
| Jani Grilc   | Co-Trainer            |
| Nejc Frank   | Co-Trainer            |

| Name            | Funktion   |
| --------------- | ---------- |
| Igor Medved     | Trainer    |
| Matevž Šparovec | Co-Trainer |

| Name               | Funktion                               |
| ------------------ | -------------------------------------- |
| Gorazd Pogorelčnik | Nachwuchskoordinator                   |
| Gorazd Bertoncelj  | Stellvertretender Nachwuchskoordinator |
| Jože Berčič        | Trainer                                |

#### Tschechien
Das tschechische Team bestand aus zehn Springern in zwei Kadern.
| Name           |
| -------------- |
| Lukáš Hlava    |
| Jakub Janda    |
| Roman Koudelka |
| Jan Matura     |
| Borek Sedlák   |

| Name            |
| --------------- |
| Martin Cikl     |
| Antonín Hájek   |
| Čestmír Kožíšek |
| Ondřej Vaculík  |
| Jiří Mazoch     |

| Name           | Funktion    |
| -------------- | ----------- |
| David Jiroutek | Cheftrainer |

| Name           | Funktion |
| -------------- | -------- |
| Michal Doležal | Trainer  |

#### Vereinigte Staaten
Das US-amerikanische Team bestand aus neun Springern in zwei Trainingsgruppen.
| Name               | Kader |
| ------------------ | ----- |
| Peter Frenette     | A     |
| Nicholas Alexander | B     |
| Nicholas Fairall   | B     |
| Michael Glasder    | B     |
| Anders Johnson     | B     |
| Christopher Lamb   | B     |

| Name              |
| ----------------- |
| Christian Friberg |
| Alexander Haupt   |
| Brian Wallace     |

| \| Name \| Funktion \| \| ------------ \| ------------- \| \| Alan Johnson \| Sportdirektor \| \| Casey Colby \| Cheftrainer \| \| Clint Jones \| Co-Trainer \| \| Peter Graves \| Co-Trainer \| |               |
| Name | Funktion      |
| Alan Johnson | Sportdirektor |
| Casey Colby | Cheftrainer   |
| Clint Jones | Co-Trainer    |
| Peter Graves | Co-Trainer    |

### Karriereenden
- Matti Hautamäki[20]
- Johan Remen Evensen[21]

## Damen

### Weltcup-Übersicht
| Datum     | Austragungsort | Schanze                  | Bemerkung | Siegerin                                        | Zweite                                          | Dritte                                          |
| --------- | -------------- | ------------------------ | --------- | ----------------------------------------------- | ----------------------------------------------- | ----------------------------------------------- |
| 3.12.2011 | Lillehammer    | Lysgårdsbakken HS100     | Nacht     | Sarah Hendrickson                               | Coline Mattel                                   | Melanie Faißt                                   |
| 6.1.2012  | Schonach       | Langenwaldschanze HS106  |           | Wettkampf abgesagt                              | Wettkampf abgesagt                              | Wettkampf abgesagt                              |
| 7.1.2012  | Hinterzarten   | Rothaus-Schanze HS108    | 1         | Sabrina Windmüller                              | Lindsey Van                                     | Lisa Demetz                                     |
| 8.1.2012  | Hinterzarten   | Rothaus-Schanze HS108    |           | Sarah Hendrickson                               | Sara Takanashi                                  | Jessica Jerome                                  |
| 14.1.2012 | Val di Fiemme  | Trampolino dal Ben HS106 | Nacht     | Sarah Hendrickson                               | Daniela Iraschko                                | Anette Sagen                                    |
| 15.1.2012 | Val di Fiemme  | Trampolino dal Ben HS106 | Nacht     | Sarah Hendrickson                               | Daniela Iraschko                                | Ulrike Gräßler                                  |
| 28.1.2012 | Szczyrk        | Skalite-Schanzen HS106   |           | Wettkampf abgesagt, stattdessen COC in Zakopane | Wettkampf abgesagt, stattdessen COC in Zakopane | Wettkampf abgesagt, stattdessen COC in Zakopane |
| 29.1.2012 | Szczyrk        | Skalite-Schanzen HS106   |           | Wettkampf abgesagt, stattdessen COC in Zakopane | Wettkampf abgesagt, stattdessen COC in Zakopane | Wettkampf abgesagt, stattdessen COC in Zakopane |
| 4.2.2012  | Hinzenbach     | Aigner-Schanze HS94      | 2         | Daniela Iraschko                                | Sarah Hendrickson                               | Katja Požun                                     |
| 5.2.2012  | Hinzenbach     | Aigner-Schanze HS94      |           | Daniela Iraschko                                | Sarah Hendrickson                               | Lindsey Van                                     |
| 11.2.2012 | Ljubno         | Logarska dolina HS95     |           | Sarah Hendrickson                               | Sara Takanashi                                  | Daniela Iraschko                                |
| 12.2.2012 | Ljubno         | Logarska dolina HS95     |           | Sarah Hendrickson                               | Sara Takanashi                                  | Jacqueline Seifriedsberger                      |
| 3.3.2012  | Yamagata       | Zaō-Schanze HS100        |           | Sarah Hendrickson                               | Sara Takanashi                                  | Daniela Iraschko                                |
| 3.3.2012  | Yamagata       | Zaō-Schanze HS100        | 3         | Sara Takanashi                                  | Sarah Hendrickson                               | Ulrike Gräßler                                  |
| 4.3.2012  | Yamagata       | Zaō-Schanze HS100        |           | Sarah Hendrickson                               | Sara Takanashi                                  | Daniela Iraschko                                |
| 9.3.2012  | Oslo           | Midtstubakken HS106      |           | Sarah Hendrickson                               | Sara Takanashi                                  | Anette Sagen                                    |

### Einzelergebnisse
| Athletin                   | Norwegen | Deutschland | Deutschland | Italien | Italien | Osterreich | Osterreich | Slowenien | Slowenien | Japan | Japan | Japan | Norwegen |
| China                      | China    | China       | China       | China   | China   | China      | China      | China     | China     | China | China | China | China    |
| -------------------------- | -------- | ----------- | ----------- | ------- | ------- | ---------- | ---------- | --------- | --------- | ----- | ----- | ----- | -------- |
| Ji Cheng                   | –        | –           | –           | DNS     | –       | –          | –          | 45        | –         | –     | –     | –     | –        |
| Li Xueyao                  | –        | –           | –           | DNS     | –       | –          | –          | 44        | –         | –     | –     | –     | –        |
| Ma Tong                    | –        | –           | –           | DNS     | –       | –          | –          | 33        | –         | –     | –     | –     | –        |
| Deutschland                |          |             |             |         |         |            |            |           |           |       |       |       |          |
| Katharina Althaus          | 33       | 24          | 21          | –       | –       | 26         | 8          | 25        | 23        | 27    | 33    | 20    | 19       |
| Melanie Faißt              | 3        | 22          | 9           | 11      | 5       | 11         | 11         | 6         | 6         | 4     | 14    | 13    | 10       |
| Ulrike Gräßler             | 11       | 16          | 8           | 9       | 3       | 4          | 4          | 4         | 4         | 6     | 3     | 4     | 7        |
| Anna Häfele                | 16       | 11          | 13          | 14      | 14      | 27         | 19         | DSQ       | 16        | 21    | 15    | 18    | 15       |
| Lucienne Höppner           | –        | 39          | 37          | –       | –       | –          | –          | –         | –         | –     | –     | –     | –        |
| Jenna Mohr                 | 35       | 30          | 36          | –       | –       | –          | –          | –         | –         | –     | –     | –     | –        |
| Anna Rupprecht             | –        | 46          | 48          | –       | –       | –          | –          | –         | –         | –     | –     | –     | –        |
| Juliane Seyfarth           | 15       | 49          | 28          | 26      | 22      | –          | –          | –         | –         | –     | –     | –     | 14       |
| Ramona Straub              | –        | 26          | 40          | 17      | 24      | –          | –          | –         | –         | –     | –     | –     | –        |
| Carina Vogt                | –        | 35          | 30          | –       | –       | 6          | 13         | 27        | 19        | 25    | 23    | 26    | –        |
| Svenja Würth               | –        | 5           | 14          | 18      | 23      | 9          | 18         | 19        | 20        | 18    | 19    | 27    | 18       |
| Veronika Zobel             | –        | 28          | 29          | –       | –       | –          | –          | –         | –         | –     | –     | –     | –        |
| Finnland                   |          |             |             |         |         |            |            |           |           |       |       |       |          |
| Julia Kykkänen             | 14       | 31          | 31          | 15      | 19      | 32         | 15         | 32        | 24        | 26    | 25    | 38    | 38       |
| Frankreich                 |          |             |             |         |         |            |            |           |           |       |       |       |          |
| Julia Clair                | 34       | 8           | 20          | 12      | 10      | 17         | 12         | 34        | 38        | 39    | 29    | 28    | 36       |
| Léa Lemare                 | 36       | 21          | 26          | –       | –       | 20         | 30         | 27        | 27        | –     | –     | –     | 32       |
| Coline Mattel              | 2        | 7           | 11          | 10      | 9       | 33         | 39         | 14        | 22        | 22    | 5     | 7     | 15       |
| Italien                    |          |             |             |         |         |            |            |           |           |       |       |       |          |
| Roberta D’Agostina         | 25       | 41          | 32          | 35      | 32      | 35         | 37         | 31        | 31        | –     | –     | –     | –        |
| Lisa Demetz                | 18       | 3           | 17          | 27      | 28      | 31         | 35         | 26        | 28        | 24    | 32    | 31    | 20       |
| Evelyn Insam               | 6        | 6           | 18          | 16      | 13      | 37         | 9          | 12        | 11        | 14    | 27    | 21    | 8        |
| Elena Runggaldier          | 24       | 25          | 22          | 32      | 35      | 22         | 17         | 42        | 25        | 20    | 31    | 23    | 28       |
| Japan                      |          |             |             |         |         |            |            |           |           |       |       |       |          |
| Yurika Hirayama            | –        | –           | –           | –       | –       | –          | –          | –         | –         | 35    | –     | 34    | –        |
| Yūki Itō                   | –        | –           | –           | –       | –       | 19         | 20         | 24        | 17        | 8     | 20    | 17    | 9        |
| Kaori Iwabuchi             | 22       | 42          | 41          | 18      | 16      | –          | –          | –         | –         | 7     | 11    | 12    | –        |
| Yoshiko Kasai              | –        | –           | –           | –       | –       | 16         | 23         | 16        | 15        | 16    | 12    | 14    | 24       |
| Seiko Koasa                | –        | –           | –           | –       | –       | –          | –          | –         | –         | 34    | –     | 37    | –        |
| Yuka Kobayashi             | –        | –           | –           | –       | –       | –          | –          | –         | –         | 40    | –     | 41    | –        |
| Jun Maruyama               | –        | –           | –           | –       | –       | –          | –          | –         | –         | 38    | –     | 40    | –        |
| Natsuka Sawaya             | –        | –           | –           | –       | –       | –          | –          | –         | –         | 43    | –     | 42    | –        |
| Sara Takanashi             | 5        | 17          | 2           | –       | –       | –          | –          | 2         | 2         | 2     | 1     | 2     | 2        |
| Atsuko Tanaka              | 26       | –           | –           | –       | –       | –          | –          | –         | –         | 13    | –     | 8     | –        |
| Ayumi Watase               | 9        | 33          | 34          | 23      | 17      | 18         | 24         | 16        | 12        | 12    | 24    | 33    | 23       |
| Yurina Yamada              | –        | DSQ         | 16          | 30      | 37      | –          | –          | –         | –         | 29    | 30    | 10    | –        |
| Kanada                     |          |             |             |         |         |            |            |           |           |       |       |       |          |
| Taylor Henrich             | 23       | 36          | 44          | –       | –       | –          | –          | –         | –         | –     | –     | –     | –        |
| Niederlande                |          |             |             |         |         |            |            |           |           |       |       |       |          |
| Lara Thomae                | –        | 47          | 46          | 38      | 39      | 47         | 47         | –         | –         | –     | –     | –     | 44       |
| Wendy Vuik                 | 32       | 23          | 14          | 20      | 29      | 43         | 33         | 43        | 33        | 30    | 26    | 32    | 22       |
| Norwegen                   |          |             |             |         |         |            |            |           |           |       |       |       |          |
| Gyda Enger                 | 38       | 44          | 42          | 39      | 30      | 45         | 41         | –         | –         | 42    | 36    | 39    | 45       |
| Jenny Synnøve Hagemoen     | 39       | 45          | 39          | 34      | 36      | 42         | 45         | 39        | 43        | 37    | 37    | 43    | 41       |
| Line Jahr                  | 28       | 15          | 33          | 13      | 12      | 15         | 38         | 11        | 13        | 5     | 4     | 16    | 11       |
| Silje Karlengen            | 45       | –           | –           | –       | –       | –          | –          | –         | –         | –     | –     | –     | 47       |
| Maren Lundby               | 17       | 40          | 35          | 21      | 21      | 13         | 22         | –         | –         | 17    | 28    | 22    | 17       |
| Anette Sagen               | 8        | 19          | 4           | 3       | 11      | 5          | 7          | 9         | 6         | 33    | 10    | 6     | 3        |
| Silje Sprakehaug           | DNS      | –           | –           | –       | –       | –          | –          | –         | –         | –     | –     | –     | –        |
| Synne Steen Hansen         | 30       | 20          | 38          | 28      | 33      | 36         | 43         | 37        | 42        | –     | –     | –     | 39       |
| Österreich                 |          |             |             |         |         |            |            |           |           |       |       |       |          |
| Daniela Iraschko           | 4        | 14          | 5           | 2       | 2       | 1          | 1          | 3         | 5         | 3     | 7     | 3     | 5        |
| Katharina Keil             | 27       | 13          | 43          | 33      | 26      | 29         | 36         | 41        | 30        | –     | –     | –     | 31       |
| Cornelia Roider            | 44       | 29          | 27          | 29      | 27      | 39         | 32         | 35        | 39        | –     | –     | –     | 37       |
| Sonja Schoitsch            | –        | –           | –           | –       | –       | –          | 29         | 15        | 40        | –     | –     | –     | 26       |
| Jacqueline Seifriedsberger | 13       | 12          | 12          | 8       | 4       | 21         | 5          | 10        | 3         | –     | –     | –     | 6        |
| Russland                   |          |             |             |         |         |            |            |           |           |       |       |       |          |
| Irina Awwakumowa           | 40       | 34          | 47          | 36      | 31      | 14         | 25         | –         | –         | 23    | 13    | 19    | 33       |
| Anastassija Gladyschewa    | 46       | 48          | 49          | 37      | 38      | 48         | 46         | 29        | 36        | 41    | 34    | 36    | 30       |
| Anastassija Weschtschikowa | 43       | –           | –           | –       | –       | 46         | 49         | –         | –         | –     | –     | –     | –        |
| Schweiz                    |          |             |             |         |         |            |            |           |           |       |       |       |          |
| Sabrina Windmüller         | 31       | 1           | DNS         | 31      | 34      | 28         | 20         | 40        | 37        | 32    | 22    | 24    | 46       |
| Slowenien                  |          |             |             |         |         |            |            |           |           |       |       |       |          |
| Urša Bogataj               | 20       | 18          | 19          | –       | –       | 34         | 27         | 20        | 26        | 28    | 17    | 29    | 40       |
| Manja Pograjc              | –        | –           | –           | –       | –       | 41         | 40         | 36        | 35        | –     | –     | –     | –        |
| Katja Požun                | 7        | 10          | 6           | 5       | 7       | 3          | 6          | 7         | 9         | 10    | 18    | 9     | 25       |
| Špela Rogelj               | 10       | 37          | 24          | 25      | 18      | 8          | 34         | 13        | 14        | 19    | 16    | 25    | 21       |
| Anja Tepeš                 | 41       | 43          | 45          | –       | –       | 38         | 44         | 38        | 41        | –     | –     | –     | –        |
| Maja Vtič                  | 42       | 4           | 10          | 7       | 20      | 10         | 10         | 30        | 32        | 14    | 8     | 11    | 12       |
| Tschechien                 |          |             |             |         |         |            |            |           |           |       |       |       |          |
| Natálie Dejmková           | –        | –           | –           | –       | –       | –          | –          | –         | –         | –     | –     | –     | 29       |
| Michaela Doleželová        | –        | –           | –           | –       | –       | 29         | 31         | 23        | 29        | –     | –     | –     | 42       |
| Lucie Míková               | 37       | –           | –           | –       | –       | 23         | 25         | 21        | 34        | –     | –     | –     | 35       |
| Vladěna Pustková           | 29       | –           | –           | –       | –       | 40         | 42         | –         | –         | –     | –     | –     | 43       |
| Vereinigte Staaten         |          |             |             |         |         |            |            |           |           |       |       |       |          |
| Sarah Hendrickson          | 1        | 9           | 1           | 1       | 1       | 2          | 2          | 1         | 1         | 1     | 2     | 1     | 1        |
| Abby Hughes                | 21       | 38          | 25          | 22      | 24      | 12         | 16         | 18        | 18        | 31    | 21    | 35    | 27       |
| Jessica Jerome             | 12       | 27          | 3           | 6       | 8       | 25         | 13         | 5         | 8         | 9     | 6     | 5     | 13       |
| Alissa Johnson             | 19       | 32          | 23          | 24      | 15      | 24         | 28         | 22        | 21        | 36    | 35    | 30    | 34       |
| Nina Lussi                 | –        | –           | –           | –       | –       | 44         | 48         | –         | –         | –     | –     | –     | –        |
| Lindsey Van                | –        | 2           | 7           | 4       | 6       | 7          | 3          | 8         | 10        | 11    | 8     | 15    | 4        |

Legende
| Erster Platz Zweiter Platz Dritter Platz | Plätze 4 bis 30 (Weltcuppunkte) keine Weltcuppunkte disqualifiziert |

### Wertungen
| Rang | Name                       | Punkte |
| ---- | -------------------------- | ------ |
| 01.  | Sarah Hendrickson          | 1169   |
| 02.  | Daniela Iraschko           | 0734   |
| 03.  | Sara Takanashi             | 0639   |
| 04.  | Ulrike Gräßler             | 0546   |
| 05.  | Lindsey Van                | 0482   |
| 06.  | Anette Sagen               | 0454   |
| 07.  | Katja Požun                | 0422   |
| 08.  | Melanie Faißt              | 0409   |
| 09.  | Jessica Jerome             | 0385   |
| 10.  | Coline Mattel              | 0328   |
| 11.  | Jacqueline Seifriedsberger | 0327   |
| 12.  | Maja Vtič                  | 0272   |
| 13.  | Evelyn Insam               | 0267   |
| 14.  | Line Jahr                  | 0255   |
| 15.  | Svenja Würth               | 0191   |
| 16.  | Anna Häfele                | 0181   |
| 17.  | Špela Rogelj               | 0165   |

| Rang | Name               | Punkte |
| ---- | ------------------ | ------ |
| 18.  | Ayumi Watase       | 0145   |
| 19.  | Julia Clair        | 0132   |
| 20.  | Sabrina Windmüller | 0130   |
|      | Yūki Itō           | 0130   |
| 22.  | Lisa Demetz        | 0120   |
| 23.  | Kaori Iwabuchi     | 0119   |
| 24.  | Yoshiko Kasai      | 0116   |
| 25.  | Abby Hughes        | 0109   |
| 26.  | Maren Lundby       | 0103   |
| 27.  | Carina Vogt        | 0096   |
| 28.  | Katharina Althaus  | 0095   |
| 29.  | Julia Kykkänen     | 0080   |
| 30.  | Urša Bogataj       | 0075   |
| 31.  | Alissa Johnson     | 0073   |
|      | Elena Runggaldier  | 0073   |
| 33.  | Irina Awwakumowa   | 0064   |
| 34.  | Atsuko Tanaka      | 0057   |
| 35.  | Wendy Vuik         | 0054   |

| Rang | Name                    | Punkte |
| ---- | ----------------------- | ------ |
| 36.  | Juliane Seyfarth        | 0051   |
| 37.  | Yurina Yamada           | 0045   |
| 38.  | Léa Lemare              | 0035   |
| 39.  | Katharina Keil          | 0032   |
| 40.  | Ramona Straub           | 0026   |
| 41.  | Lucie Míková            | 0024   |
| 42.  | Sonja Schoitsch         | 0023   |
| 43.  | Synne Steen Hansen      | 0015   |
| 44.  | Michaela Doleželová     | 0012   |
|      | Cornelia Roider         | 0012   |
| 46.  | Taylor Henrich          | 0008   |
| 47.  | Roberta D’Agostina      | 0006   |
| 48.  | Veronika Zobel          | 0005   |
| 49.  | Anastassija Gladyschewa | 0003   |
| 50.  | Vladěna Pustková        | 0002   |
|      | Natálie Dejmková        | 0002   |
| 52.  | Gyda Enger              | 0001   |
|      | Jenna Mohr              | 0001   |

| Stand nach 13 von 13 Wettbewerben |                    |        |
| \| Rang \| Land \| Punkte \| \| ---- \| ------------------ \| ------ \| \| 01. \| Vereinigte Staaten \| 2228 \| \| 02. \| Deutschland \| 1601 \| \| 03. \| Japan \| 1251 \| \| 04. \| Österreich \| 1173 \| \| 05. \| Slowenien \| 0934 \| \| 06. \| Norwegen \| 0828 \| \| 07. \| Frankreich \| 0495 \| \| 08. \| Italien \| 0466 \| \| 09. \| Schweiz \| 0130 \| \| 10. \| Finnland \| 0080 \| \| 11. \| Russland \| 0067 \| \| 12. \| Niederlande \| 0054 \| \| 13. \| Tschechien \| 0040 \| \| 14. \| Kanada \| 0008 \| |                    |        |
| Rang | Land               | Punkte |
| 01. | Vereinigte Staaten | 2228   |
| 02. | Deutschland        | 1601   |
| 03. | Japan              | 1251   |
| 04. | Österreich         | 1173   |
| 05. | Slowenien          | 0934   |
| 06. | Norwegen           | 0828   |
| 07. | Frankreich         | 0495   |
| 08. | Italien            | 0466   |
| 09. | Schweiz            | 0130   |
| 10. | Finnland           | 0080   |
| 11. | Russland           | 0067   |
| 12. | Niederlande        | 0054   |
| 13. | Tschechien         | 0040   |
| 14. | Kanada             | 0008   |

### Teilnehmende Nationen

#### Deutschland
Das deutsche Team bestand aus elf Springerinnen in zwei Kadern. Zusätzlich gab es noch eine Fördergruppe, die aus Magdalena Schnurr und Lucienne Höppner bestand.
| Name             | Kader |
| ---------------- | ----- |
| Melanie Faißt    | A     |
| Ulrike Gräßler   | A     |
| Juliane Seyfarth | A     |
| Anna Häfele      | B     |
| Jenna Mohr       | B     |

| Name              | Kader |
| ----------------- | ----- |
| Katharina Althaus | C     |
| Anna Rupprecht    | C     |
| Ramona Straub     | C     |
| Carina Vogt       | C     |
| Svenja Würth      | C     |
| Veronika Zobel    | C     |

| Name                | Funktion                    |
| ------------------- | --------------------------- |
| Horst Hüttel        | Sportlicher Leiter          |
| Andreas Bauer       | Bundestrainer (Cheftrainer) |
| Rolf Schilli        | Cheftrainer Nachwuchs       |
| Yvonne Arlt         | Sachbearbeiterin            |
| Dr. Mark Dorfmüller | Leitender Mannschaftsarzt   |
| Roland Audenrieth   | Chef-Techniker              |
| Christian Bruder    | Trainer                     |

| Name          | Funktion               |
| ------------- | ---------------------- |
| Daniel Vogler | Ltd.-Disziplin-Trainer |
| Catrin Schmid | Trainerin              |

#### Finnland
Das finnische Team bestand aus drei Springerinnen in zwei Kadern.
| Name           |
| -------------- |
| Julia Kykkänen |

| Name             |
| ---------------- |
| Tanja Kaverinen  |
| Jenny Rautionaho |

#### Frankreich
Das französische Team bestand aus vier Springerinnen.
| \| Name \| Kader \| \| --------------- \| -------- \| \| Coline Mattel \| A \| \| Caroline Espiau \| B \| \| Julia Clair \| Junioren \| \| Léa Lemare \| Junioren \| |          |
| Name | Kader    |
| Coline Mattel | A        |
| Caroline Espiau | B        |
| Julia Clair | Junioren |
| Léa Lemare | Junioren |

| \| Name \| Funktion \| \| ------------------------------ \| ----------------------- \| \| Nicolas Michaud \| Sportdirektor \| \| Pierre Mignerey \| Sportdirektor \| \| Jacques Gaillard (Skisportler) \| Cheftrainer \| \| Thomas Lacroix \| Mannschaftsarzt \| \| Johann Gauthier \| Strukturveratwortlicher \| |                         |
| Name | Funktion                |
| Nicolas Michaud | Sportdirektor           |
| Pierre Mignerey | Sportdirektor           |
| Jacques Gaillard (Skisportler) | Cheftrainer             |
| Thomas Lacroix | Mannschaftsarzt         |
| Johann Gauthier | Strukturveratwortlicher |

#### Italien
Das italienische Team bestand aus sechs Springerinnen in zwei Trainingsgruppen.
| Name               | Kader |
| ------------------ | ----- |
| Roberta D’Agostina | A     |
| Lisa Demetz        | A     |
| Evelyn Insam       | A     |
| Elena Runggaldier  | A     |

| Name               |
| ------------------ |
| Veronica Gianmoena |
| Nadine Kostner     |

| \| Name \| Funktion \| \| ------------------- \| ---------------------- \| \| Alessio Bolognani \| Cheftrainer \| \| Ivo Pertile \| Sportdirektor \| \| Cristina Bellante \| Jugendverantwortlicher \| \| Renzo Pozzo \| Athletiktrainer \| \| Giuseppe di Lenardo \| Physiotherapeut \| \| Daniel Cuban \| Masseur \| |                        |
| Name | Funktion               |
| Alessio Bolognani | Cheftrainer            |
| Ivo Pertile | Sportdirektor          |
| Cristina Bellante | Jugendverantwortlicher |
| Renzo Pozzo | Athletiktrainer        |
| Giuseppe di Lenardo | Physiotherapeut        |
| Daniel Cuban | Masseur                |

#### Japan
Das japanische Team bestand aus 18 Springerinnen in zwei Kadern.
| Name            | Kader |
| --------------- | ----- |
| Yūki Itō        | A     |
| Sara Takanashi  | A     |
| Ayumi Watase    | A     |
| Yurika Hirayama | B     |
| Yoshiko Kasai   | B     |
| Natsuka Sawaya  | B     |
| Atsuko Tanaka   | B     |
| Seiko Koasa     | C     |
| Aki Matsuhashi  | C     |
| Misaki Shigeno  | C     |
| Ayuka Takeda    | C     |

| Name             | Kader      |
| ---------------- | ---------- |
| Kaori Iwabuchi   | A-Junioren |
| Haruka Iwasa     | A-Junioren |
| Yurina Yamada    | A-Junioren |
| Yuka Kobayashi   | B-Junioren |
| Jun Maruyama     | B-Junioren |
| Yūka Setō        | B-Junioren |
| Mizuki Yamaguchi | B-Junioren |

#### Niederlande
Das niederländische Team bestand aus zwei Springerinnen.
| \| Name \| \| ----------- \| \| Lara Thomae \| \| Wendy Vuik \| |
| Name                                                            |
| Lara Thomae                                                     |
| Wendy Vuik                                                      |

| \| Name \| Funktion \| \| ------------ \| ----------- \| \| Arthur Pauli \| Cheftrainer \| |             |
| Name                                                                                       | Funktion    |
| Arthur Pauli                                                                               | Cheftrainer |

#### Norwegen
Das norwegische Team bestand aus neun Springerinnen in zwei Kadern.
| Name                   |
| ---------------------- |
| Gyda Enger             |
| Jenny Synnøve Hagemoen |
| Line Jahr              |
| Maren Lundby           |
| Anette Sagen           |
| Silje Sprakehaug       |

| Name               |
| ------------------ |
| Synne Steen Hansen |
| Silje Karlengen    |
| Karoline Røstad    |

| Name            | Funktion    |
| --------------- | ----------- |
| Christian Meyer | Cheftrainer |
| Erik Renmælmo   | Co-Trainer  |

| Name                   | Funktion     |
| ---------------------- | ------------ |
| Rune Rebne             | Trainer      |
| Marthea Rebne Stenseth | Co-Trainerin |

#### Österreich
Das österreichische Team bestand aus zehn Springerinnen, die in drei Kader aufgeteilt waren.
| Name                       |
| -------------------------- |
| Daniela Iraschko           |
| Jacqueline Seifriedsberger |

| Name            |
| --------------- |
| Katharina Keil  |
| Cornelia Roider |

| Name                |
| ------------------- |
| Chiara Hölzl        |
| Michaela Kranzl     |
| Verena Pock         |
| Elisabeth Raudaschl |
| Sonja Schoitsch     |
| Lisa Wiegele        |

#### Russland
Das russische Team bestand aus drei Springerinnen.
| \| Name \| \| ------------------------------------------------- \| \| Anastassija Gladyschewa \| \| Irina Taktajewa, ab Dezember als Irina Awwakumowa \| \| Maria Sotowa \| |
| Name |
| Anastassija Gladyschewa |
| Irina Taktajewa, ab Dezember als Irina Awwakumowa |
| Maria Sotowa |

| \| Name \| Funktion \| \| ---- \| ----------- \| \| ? \| Cheftrainer \| |             |
| Name                                                                    | Funktion    |
| ?                                                                       | Cheftrainer |

#### Schweiz
Das Schweizer Team bestand aus einer Springerin. Ursprünglich wurde auch Bigna Windmüller nominiert, sie pausierte jedoch diese Saison.
| \| Name \| Kader \| \| ------------------ \| ----- \| \| Sabrina Windmüller \| B \| |       |
| Name                                                                                | Kader |
| Sabrina Windmüller                                                                  | B     |

| \| Name \| Funktion \| \| ----------- \| ----------- \| \| Sven Arnold \| Cheftrainer \| |             |
| Name                                                                                     | Funktion    |
| Sven Arnold                                                                              | Cheftrainer |

#### Slowenien
Das slowenische Team bestand aus elf Springerinnen in zwei Kadern.
| Name         |
| ------------ |
| Urša Bogataj |
| Eva Logar    |
| Katja Požun  |
| Špela Rogelj |
| Anja Tepeš   |
| Maja Vtič    |

| Name                       |
| -------------------------- |
| Barbara Klinec             |
| Ema Klinec                 |
| Manja Pograjc (Kandidatin) |
| Julija Sršen (Kandidatin)  |
| Agata Stare (Kandidatin)   |

| \| Name \| Funktion \| \| -------------- \| --------------------- \| \| Ljubo Jasnič \| Präsident \| \| Drago Bahun \| Vorstandsvorsitzender \| \| Mitja Letnar \| Technischer Direktor \| \| Matjaž Triplat \| Cheftrainer \| \| Primož Peterka \| Co-Trainer \| |                       |
| Name | Funktion              |
| Ljubo Jasnič | Präsident             |
| Drago Bahun | Vorstandsvorsitzender |
| Mitja Letnar | Technischer Direktor  |
| Matjaž Triplat | Cheftrainer           |
| Primož Peterka | Co-Trainer            |

#### Tschechien
Das tschechische Team bestand aus drei Springerinnen.
| \| Name \| \| ------------------- \| \| Michaela Doleželová \| \| Lucie Míková \| \| Vladěna Pustková \| |
| Name |
| Michaela Doleželová                                                                                      |
| Lucie Míková                                                                                             |
| Vladěna Pustková                                                                                         |

| \| Name \| Funktion \| \| -------------- \| ----------- \| \| Jaroslav Simek \| Cheftrainer \| |             |
| Name                                                                                           | Funktion    |
| Jaroslav Simek                                                                                 | Cheftrainer |

#### Vereinigte Staaten
Das US-amerikanische Team bestand aus acht Springerinnen in vier Kadern.
| Name           |
| -------------- |
| Jessica Jerome |
| Lindsey Van    |

| Name              |
| ----------------- |
| Sarah Hendrickson |

| Name           |
| -------------- |
| Abby Hughes    |
| Alissa Johnson |

| Name            |
| --------------- |
| Emilee Anderson |
| Nita Englund    |
| Nina Lussi      |

| Trainer                                                                                  |             |
| ---------------------------------------------------------------------------------------- | ----------- |
| \| Name \| Funktion \| \| ----------- \| ----------- \| \| Alan Alborn \| Cheftrainer \| |             |
| Name                                                                                     | Funktion    |
| Alan Alborn                                                                              | Cheftrainer |

### Karriereenden
- Jenna Mohr[27]